# Tall Szinan
Tall Szinan (arab. تل شنان) – wieś w Syrii, w muhafazie Hims. W 2004 roku liczyła 648 mieszkańców.